# Okamejei meerdervoortii
Okamejei meerdervoortii (лат.) — вид хрящевых рыб семейства ромбовых скатов отряда скатообразных. Обитают в тропических водах северо-западной части Тихого океана. Встречаются на глубине до 90 м. Их крупные, уплощённые грудные плавники образуют диск в виде ромба. Максимальная зарегистрированная длина 37 см. Откладывают яйца. Не являются объектом целевого промысла.

## Таксономия
Впервые вид был научно описан в 1860 году как Raja meerdervoortii. Он назван в честь датского физики Лийдуса Катаринуса Помпе Меердерворта (1829—1908).

## Ареал
Эти демерсальные скаты обитают у берегов Китая, Японии (Кюсю, Сикоку), Корейского полуострова, в Южно- и Восточно-Китайском море и у берегов Тайваня. Встречаются на глубине 30—90 м. Предпочитают илистое песчаное дно.

## Описание
Широкие и плоские грудные плавники этих скатов образуют диск в виде ромба. На вентральной стороне диска расположены 5 жаберных щелей, ноздри и рот. На тонком хвосте имеются латеральные складки. У этих скатов 2 редуцированных спинных плавника и редуцированный хвостовой плавник. Максимальная зарегистрированная длина 37 см. 

## Биология
Эти скаты откладывают яйца, заключённые в жёсткую роговую капсулу с выступами на концах. Длина капсулы 3,5—4,8 см, а ширина 2,5—3,0 см.Эмбрионы питаются исключительно желтком. Молодые скаты смеют тенденцию следовать за крупными объектами, напоминающими их мать. 

## Взаимодействие с человеком
Эти скаты не являются объектом целевого промысла. Попадаются в качестве прилова в донные тралы и жаберные сети. В Японии и на Тайваня крылья используют в пищу. Данных для оценки Международным союзом охраны природы охранного статуса вид является уязвимым .